# بنية تحتية وبنية فوقية
بحسب النظرية الماركسية، يتكون المجتمع البشري من جزأين:  البنية التحتية والبنية الفوقية؛ تضم البنية التحتية القوى وعلاقات الإنتاج— ظروف عمل رب العمل-العمال، تقسيم العمل التقني وعلاقات الملكية — التي يدخلها الناس لإنتاج ضروريات الحياة وكمالياتها. هذه العلاقات تحدد علاقات المجتمع وأفكاره الأخرى، ما يطلق عليه اسم البنية الفوقية. البنية الفوقية للمجتمع تشمل الثقافة، المؤسسات، بنى السلطة السياسية، الأدوار الاجتماعية، الطقوس، والدولة. تحدد البنية التحتية البنية الفوقية، لكن علاقتها  ليست سببية تماما، لأن البنية الفوقية غالبا ما تؤثر على البنية التحتية، إلا أن تأثير البنية التحتية هو الأهم. من ناحية أخرى ترى الماركسية الأرثوذكسية أن علاقة البنية التحتية بالبنية الفوقية هي علاقة أحادية الاتجاه.

## النموذج والتوضيح
منطلقا من ملاحظات أليكسيس دي توكفيل، يعرف ماركس المجتمع المدني بأنه البنية التحتية الاقتصادية بينما يكون المجتمع السياسي البنية الفوقية. طرح ماركس أساسيات مفهوم البنية التحتية والبنية الفوقية في مقدمته لكتاب مساهمة في نقد الاقتصاد السياسي (1859):
مسلّمة ماركس أن «البنية التحتية تحدد البنية الفوقية»، مع ذلك، تتطلب التوضيح:
1. إن البنية التحتية هي مشمل علاقات الإنتاج، وغير مقتصرة على عنصر اقتصادي معين، على سبيل المثال الطبقة العاملة
2. تاريخيا، فإن البنية الفوقية تتنوع وتتطور بتفاوت في نشاطات المجتمع المختلفة. على سبيل المثال، الفن، السياسة، الاقتصاد، إلخ.
3. علاقة البنية التحتية-البنية الفوقية هي علاقة متبادلة؛ انجلز يوضح أن البنية التحتية تحدد البنية الفوقية في المرحلة الأخيرة فقط.[4]

## التطبيق، التنقيح، الانتقادات
يمكن العثور على نظرية ماركس حول البنية التحتية والبنية الفوقية  في تخصصات العلوم السياسية، علم الاجتماع، علم الإنسان، علم النفس كما تستخدم من قبل الباحثين الماركسيين. في هذه التخصصات المختلفة، العلاقة بين البنية التحتية والبنية الفوقية ومحتويات كل فئة قد تتخذ أشكالا مختلفة.

### وجهة نظر فيبر
في مراحله المبكرة فضل عالم الاجتماع ماكس فيبر شكلا من أشكال البنيوية على نموذج البنية التحتية والبنية الفوقية  للمجتمع يقترح فيه أن علاقة البنية التحتية والبنية الفوقية هي علاقة سببية متبادلة - لا العقلانية الاقتصادية ولا الأفكار المعيارية تسيطر على نطاق المجتمع. في تلخيص نتائج بحثه من شرق إلبيا ويلاحظ أنه على عكس ما يعتبره نموذج البنية التحتية والبنية الفوقية الذي «اعتدنا عليه» فقد وجد علاقة متبادلة بينهما.

### في مؤلفات غرامشي
قسم الفيلسوف السياسي الإيطالي أنطونيو غرامشي بنية ماركس الفوقية إلى عنصرين: المجتمع السياسي والمجتمع المدني. المجتمع السياسي يتكون من القوة المنظمة للمجتمع (مثل الشرطة والجيش) في حين أن المجتمع المدني يشير إلى العناصر التي تُكوّن الإجماع في المجتمع مساهمة بذلك في خلق الهيمنة. كلا عناصر المجتمع تكتسب قيمها من البنية التحتية، وتعمل على ترسيخ هذه القيم وفرضها في المجتمع.

### الماركسية الفرويدية والاقتصاد الجنسي
إن مدرسة الماركسي الفرويدي ويلهلم رايخ للتحليل النفسي المعروفة باسم الاقتصاد الجنسي هي محاولة لفهم الاختلاف بن البنية والبنية الفوقية المتصورة الذي حدث خلال الأزمة الاقتصادية العالمية من 1929 إلى 1933. لتفسير هذه الظواهر، أعاد رايخ تصنيف الأيديولوجية الاجتماعية بوصفها عنصرا في البنية التحتية—وليس الفوقية. في هذا التصنيف الجديد، الأيديولوجية الاجتماعية وعلم النفس الاجتماعي هي سيرورات مادية تديم ذاتها كما تديم النظم الاقتصادية في البنية التحتية ذاتها. ركز رايخ على دور الكبت الجنسي في النظام الأسري الأبوي كوسيلة لفهم كيف يمكن أن ينشأ دعم الجماهير للفاشية في المجتمع.

### انتقادات النظرية النقدية
التفسيرات الماركسية المعاصرة مثل النظرية النقدية تدين هذا الفهم لتفاعل للبنية التحتية والبنية الفوقية  وتدرس كيف تؤثر على بعضهما. رايموند وليامز، على سبيل المثال، يجادل ضد الاستخدامات «الشعبية» الفضفاضة لمصطلحي البنية التحتية والبنية الفوقية ككيانات منفصلة، مما يختلف عن مقصد ماركس وإنجلز:

### هل يمكن فصل البنية التحتية عن البنية الفوقية?
يطرح جون بلامناتز ادعاءين ضد الفصل الحاد بين البنية التحتية والبنية الفوقية. الأول هو أن الهيكل الاقتصادي مستقل عن الإنتاج في كثير من الحالات، التي فيها علاقات الإنتاج أوعلاقات الملكية أيضا تأثير قوي على الإنتاج. الادعاء الثاني هو أن علاقات الإنتاج لا يمكن تعريفها إلا بشروط معيارية—وهذا يعني أن الحياة الاجتماعية لا يمكن فصلها عن الأخلاقيات الإنسانية حقا لأن تعريف كلاهما تعريف معياري.

### مسألة القانونية
إحدى انتقادات نظرية البنية التحتية والبنية الفوقية هو أن علاقات الملكية (التي يفترض أنها جزء من البنية التحتية والقوة المحركة للتاريخ) في الواقع يتم تعريفها ضمن العلاقات القانونية، التي هي عنصر من عناصر البنية الفوقية. المدافعون عن النظرية يدعون أن ماركس آمن أن علاقات الملكية وعلاقات الإنتاج الاجتماعية يشكلان كيانين منفصلين.

### الليبرالية الجديدة والدولة
يزودنا كولن جنكينز (2014) بنقد لدور الدولة الرأسمالية في عصر الليبرالية الجديدة، وذلك باستخدام البنية التحتية والبنية الفوقية نظرية بالإضافة إلى مؤلفات نيكوس بولانتزاس وتحديدا فيما يتعلق بالتطورات في الولايات المتحدة خلال هذه الحقبة (بشكل عام 1980-2015)، جنكينز يسلط الضوء على كون الأحزاب السياسية والنظام السياسي نفسه بطبيعته قد صمم بهدف حماية القاعدة الاقتصادية للرأسمالية، وبذلك أصبحت «مركزية، منسقة ومتزامنة على نحو متزايد، على مدى نصف القرن الماضي.» وهذا وفقا جنكينز، أدى إلى «الشركات الفاشية الدولة» هددت التوازن الهش لتلك العلاقة. وقد عني وجه التحديد بتحليل دور كلا الحزبين الكبيرين، الديمقراطي والجمهوري في الولايات المتحدة:

## راجع أيضا
- لوي ألتوسير
- ماركسية كلاسيكية
- مادية جدلية
- حتمية اقتصادية
- وعي زائف
- مادية تاريخية
- مادية
- تشيؤ